# Transport for London
Transport for London (TfL) er den offentlige myndighed som har ansvar for transportsystemet i London. Myndigheden gennemfører byens transportpolitik og forvalter de transporttjenester som borgmesteren i London har ansvar for. TfL ledes af et styre udnævnt af borgmesteren, som også er styrets formand.
TfL opererer blandt andet Londons busser, undergrundsbane, sporvogne og flodbåde. Myndigheden har også ansvar for 580 km med hovedveje, alle byens 4.600 trafikklys og regulerer taxiindustrien.
TfL er organiseret i et antal funktionelle enheder, hver med ansvar for en transportsektor:
- Docklands Light Railway – letbane
- London Buses – ansvar for bustransport
- London Dial-a-Ride – tilbyder transport til handikappede
- London Rail – udvikler togtransport i London. Også ansvarlig for det nye jernbanenetværk London Overground.
- London River Services – udsender meddelelser til bådoperatører på Themsen
- London Street Management – forvalter hovedvejene
- London Trams – driver sporvogne, bl.a. Tramlink i Croydon
- London Underground – undergrundsbane
- Public Carriage Office – udsender taximeddelelser
- Victoria Coach Station – busterminal